# ＃10
『#10』（ナンバーテン）は、日本のロックバンド、FLOWの10枚目のオリジナルアルバム。

## 概要
- 今作は全曲コラボレーションとなっている。

## 収録曲
1. 虹の空-Album Ver.-
アレンジ＆プロデュースにnishi-ken
2. Oblivion feat.HISASHI(GLAY)
ギターにHISASHI(GLAY)
3. DARK SHADOW feat.TeddyLoid
アレンジにTeddyLoid
4. Steppin' out
アレンジにtoku (GARNiDELiA)
5. 光追いかけて-Crystal Lake mix-
ストリングスアレンジにAtsushi Koike
6. 魑魅魍魎 feat.疾風
7. DECATHLON feat.AFRA
Human Beat BoxにAFRA
8. JOY TO THE WORLD feat.キバオブアキバ
アレンジにキバオブアキバ
9. World Symphony
アレンジ、作詞にJoe Inoue
NHKのJ-MELOの主題歌に起用された
10. Good Days ～君を忘れない～
アレンジにNAOTO (ORANGE RANGE)

## 初回特典
- DVD（後述）

三方背BOX仕様

## 初回特典DVD
- 虹の空 (Music Video)
- Steppin' out (Music Video -Album Ver.)
- FLOW WORLD TOUR 2015 極 -kiwami-　ドキュメンタリー